# Xavier Crespo i Llobet
Xavier Crespo i Llobet (Barcelona, 1957) és un metge i polític català. És llicenciat en Medicina, especialista en traumatologia, màster en medicina de l'esport, i titulat en medicina d'urgències i emergències. Ha estat molts anys metge de la Corporació de Salut del Maresme i La Selva. També ha estat president del Club Hoquei Lloret (1999 – 2003), ascendint el primer equip a Divisió d'Honor.

## Activitat política
El 2003 fou escollit alcalde per CiU al municipi de Lloret de Mar i diputat a les eleccions al Parlament de Catalunya de 2006. Ha estat alcalde del Municipi des del 2003 fins al 2011, i fou succeït per Romà Codina i Maseras (CiU).

## Acusacions de corrupció
La Sindicatura de Comptes de Catalunya va ocultar un informe que atribuïa nombroses irregularitats a Xavier Crespo amb els diners destinats a la Corporació de Salut de Maresme i la Selva, i de les que es beneficiarien ell i la seva esposa Guadalupe Oliva i Pujol. La quantitat cobrada de forma opaca per ell i la seva esposa, segons aquest informe de la Sindicatura de Comptes de Catalunya, arribaria a 209.000 euros.
El mateix Departament de Salut de la Generalitat de Catalunya va ajudar a Crespo en la seva defensa, i el Tribunal va argumentar que, donada l'actitud de les parts perjudicades, Generalitat de Catalunya i hospitals, arxivava el cas.
Finalment el diputat Xavier Crespo va fer unes declaracions públiques, el 10 de juliol del 2012, on afirmava que era una qüestió ja passada i arxivada. També va deixar clar que el seu partit, Convergència Democràtica de Catalunya, li donava suport.
Segons El Periódico de Catalunya i El País, Xavier Crespo i el seu entorn podrien haver cobrat presumptament de la trama de corrupció russa desarticulada el 25 de gener de 2013. El dia 27 Crespo va negar les acusacions.
El novembre de 2015 fou condemnat pel Tribunal Superior de Justícia de Catalunya a nou anys i mig d'inhabilitació per delictes de suborn i de prevaricació, acusat d'haver afavorit un empresari rus durant el seu mandat com a alcalde de Lloret de Mar.
L'octubre de 2016, el Tribunal Suprem l'absolgué del delicte de prevaricació i rebaixà la condemna a dos anys i mig d'inhabilitació.